# Cap Bernard
Le cap Bernard est un cap de l'île de La Réunion, département d'outre-mer français dans le sud-ouest de l'océan Indien. Situé sur le territoire de la commune de Saint-Denis, le long de la côte nord, il constitue une pointe remarquable du plateau accueillant le quartier de La Montagne. Il est traversé par la route du Littoral, qui parcourt le pied de la falaise de laquelle il relève.

## Dans la littérature
Le cap Bernard a été loué par le poète Auguste Lacaussade. Le poème Le Cap Bernard figure dans le recueil Poèmes et paysages. Il y exprime son désir d'y être inhumé :
Au pied du Cap Bernard, frais paradis des tombes,

Il est un cimetière où sous le filaos

L'oiseau blanc des récifs, les mauves, les palombes

Mêlent leurs voix plaintives aux plaintes de tes flots

C'est là. Sous ce cap morne où vient gémir ton onde

Puissé-je un jour trouver le repos souhaité !

Puissé-je, ombre bercée à ta rumeur profonde,

T'entendre encore au fond de mon éternité